# Ashimagari
Dentro de la mitología japonesa se cree que, cuando los viajeros caminan por la noche, corren siempre el riesgo de dar un mal paso y ser atrapados por el yōkai conocido como Ashimagari. Estos aparecen apenas delante del paso del viajero y, como los pies se les enredan en la tierra, son engullidos por el ashimagari. Algunos dicen que sentir los pies enredados con ashimagari se asemeja a la cola de un animal que los enlaza.
Se les hace difícil caminar y parece que sus piernas están rodeadas por un material algodonoso grueso que, no obstante lucha, y no saldrá hasta que esté listo para comer. Cuando se satisface, el ashimagari desaparecerá como si nunca hubiera existido. Es un yōkai extraño pero al parecer inofensivo.
Algunos piensan que el ashimagari está relacionado realmente con el tanuki, o pueden ser tanuki ellos mismos, tomando esta forma de algodón curiosa para jugar un truco en viajeros de la noche.

## Apariciones
- Anime Gegege de Manga/TV No Kitaro - Ashimagari aparece en una de las muchas aventuras de Kitaro.
- GeGeGe no Kitarō(GameBoy Advance) - Ashimagari aparece en uno de los niveles del juego.